# Бручано (Лука)
Бручано је насеље у Италији у округу Лука, региону Тоскана.
Према процени из 2011. у насељу је живело 16 становника. Насеље се налази на надморској висини од 665 м.